# Rudolf Fischer (Politiker, 1940)
Rudolf Karl Fischer (* 20. Januar 1940 in Bremen; † 30. Mai 2024 in Berlin) war ein deutscher Jurist und Politiker (FDP). Er war von 1982 bis 1989 Mitglied des niedersächsischen Landtags.

## Leben
Rudolf Fischer, Sohn von Erna Fischer, geborene Reichel, und des Oberalandwirtschaftsrats Karl Fischer, besuchte in Tostedt zunächst die Volks- und Mittelschule um im Anschluss auf das Gymnasium in Scheeßel zu wechseln. Sein Abitur legte er 1959 ab und begann sein Studium der Rechts- und Staatswissenschaften in Marburg und München. Das erste juristische Staatsexamen legte er 1964 am Oberlandesgericht Frankfurt am Main ab. Die Referendarzeit verbrachte er hauptsächlich im Oberlandesgerichtsbezirk Celle und beendete seine juristische Ausbildung mit der zweiten juristischen Staatsprüfung im Jahr 1967 vor dem Landesjustizprüfungsamt am Niedersächsischen Ministerium der Justiz in Hannover. Im selben Jahr heiratete er. 1968 begann er seine Tätigkeit als selbständiger Rechtsanwalt in Buxtehude und wurde im Jahr 1971 zum Notar bestellt.
Beruflich wechselte Fischer im Jahr 1988 in den Dienst als Staatssekretär im Niedersächsischen Ministerium für Bundes- und Europaangelegenheiten, in dem er bis ins Jahr 1990 tätig war.
Rudolf Fischer war evangelisch, verheiratet mit Heidi Fischer, geborene Zentner, und hatte die zwei Kinder Michael und Friederike.

## Politik
Fischer wurde im Jahr 1963 Mitglied der FDP. Er wurde Vorsitzender des FDP-Bezirksverbandes Elbe/Weser sowie stellvertretender FDP-Landesvorsitzender in Niedersachsen.

## Öffentliche Ämter
Im Jahr 1974 wurde Fischer Ratsherr in Buxtehude; er war dort viele Jahre FDP-Fraktionsvorsitzender. Zwischen 1976 und 1981 war er Kreistagsabgeordneter und erster stellvertretender Landrat des Landkreises Stade. Fischer wurde in der zehnten und elften Wahlperiode zum Mitglied des Niedersächsischen Landtages vom 21. Juni 1982 bis 18. Januar 1989. Er war zwischen dem 22. Juni 1986 und dem 18. Januar 1989 stellvertretender Vorsitzender der FDP-Landtagsfraktion.
Ferner war Fischer Mitglied des Kuratoriums des evangelischen Kindergartens St. Paulus.

## Ehrungen und Auszeichnungen
- Verdienstorden der Bundesrepublik Deutschland (Verdienstkreuz; Ausprägung ungeklärt)